# Stefan Aleksander Morsztyn
Stefan Aleksander Morsztyn herbu Leliwa (zm. pomiędzy 1738 a 1740 rokiem) – polski dyplomata związany z konfederacją tarnogrodzką, konsyliarz i delegat województwa krakowskiego w konfederacji dzikowskiej 1734 roku, starosta duninowski. 
Poseł na sejm 1701 roku i sejm z limity 1701-1702 roku z województwa krakowskiego. Poseł na sejm 1703 roku z województwa krakowskiego.
Był członkiem konfederacji sandomierskiej 1704 roku. 
Konfederaci łudzili się, że sami doprowadzą do zgody między Piotrem Wielkim a Karolem XII, detronizując Augusta. W tym celu do Austrii pojechał w początkach 1716 roku Morsztyn, by nawiązać kontakt z tamtejszym posłem szwedzkim Johanem Stiernhöckiem i z przebywającym w Szwecji Stanisławem Poniatowskim. Nie przyniosło to jednak wielkich rezultatów.
Jako deputat województwa krakowskiego podpisał pacta conventa Stanisława Leszczyńskiego w 1733 roku. Był elektorem |Stanisława Leszczyńskiego z województwa krakowskiego w 1733 roku.